# پارکین (آرکانزاس)
پارکین (آرکانزاس) (به انگلیسی: Parkin, Arkansas) یک شهر در ایالات متحده آمریکا با جمعیت ۱٬۶۰۲ نفر است که در آرکانزاس واقع شده‌است.

## موقعیت جغرافیایی
موقعیت جغرافیایی شهرها و مناطق اطراف به شرح زیر است:

## نگارخانه

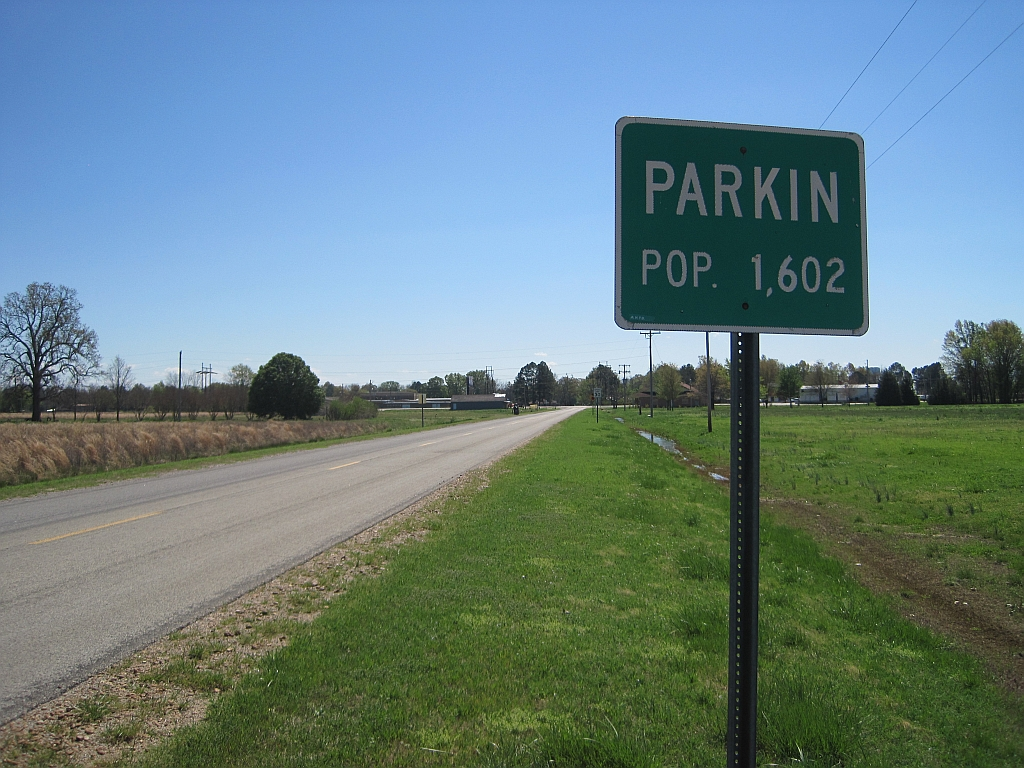
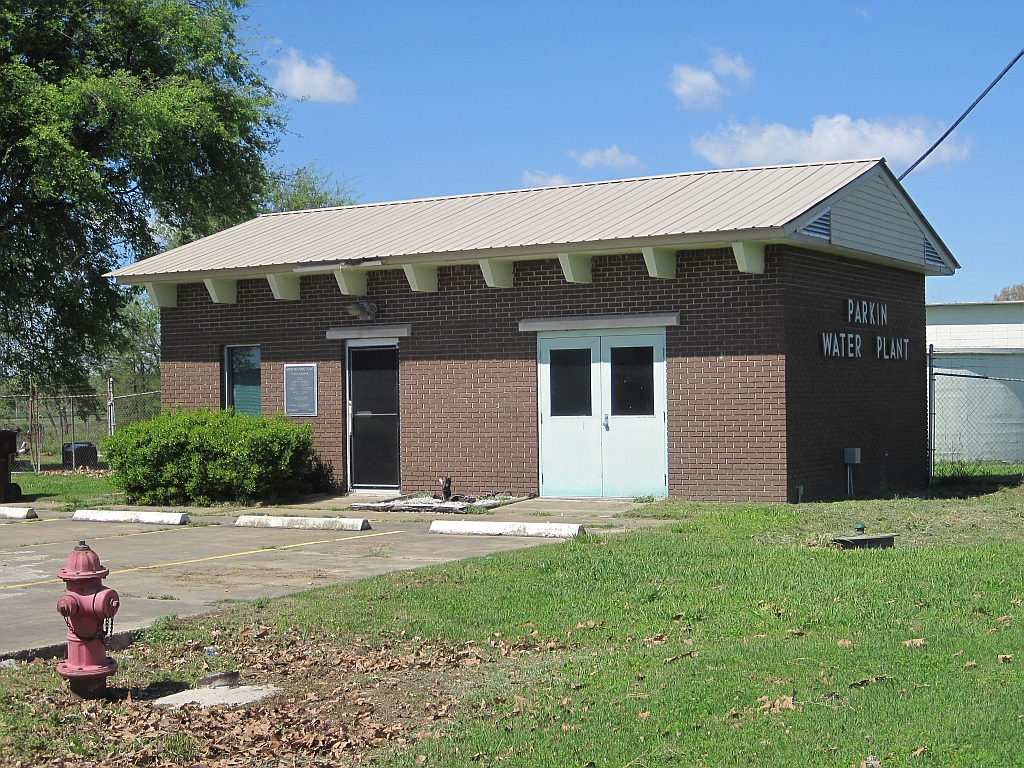
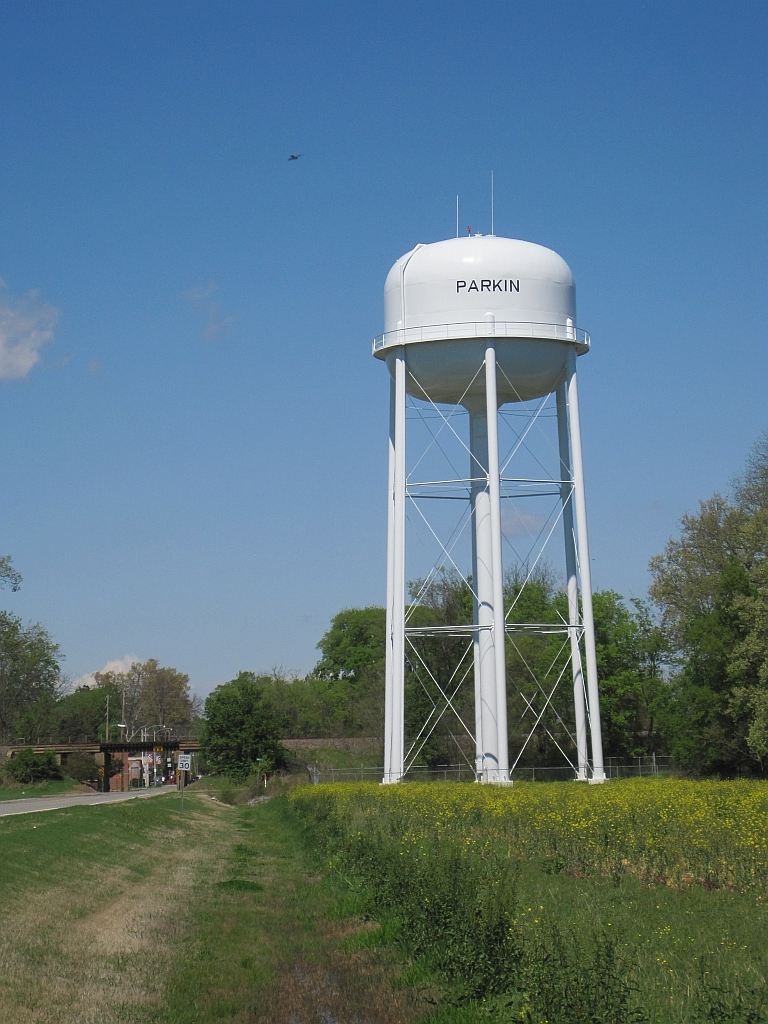
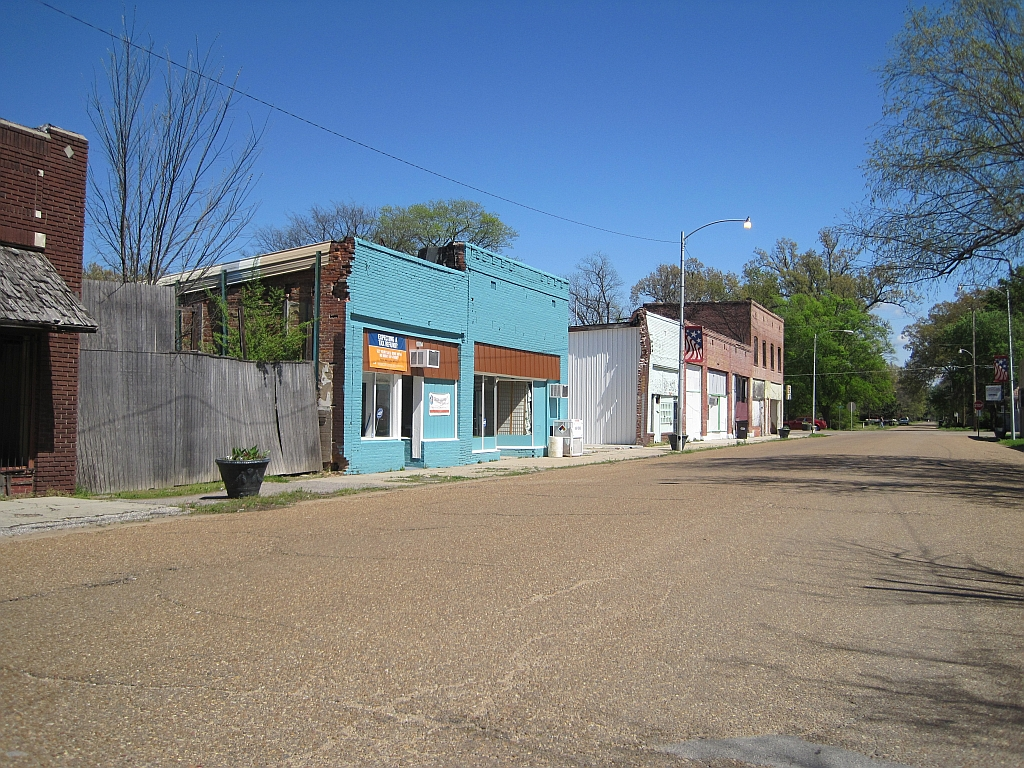
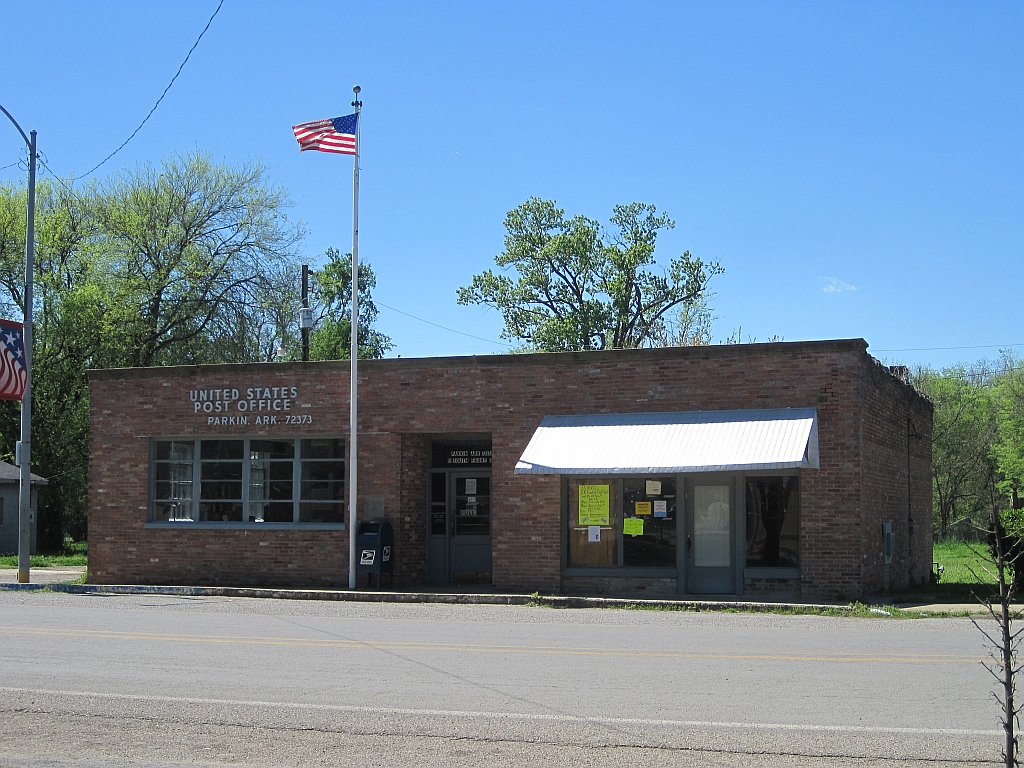
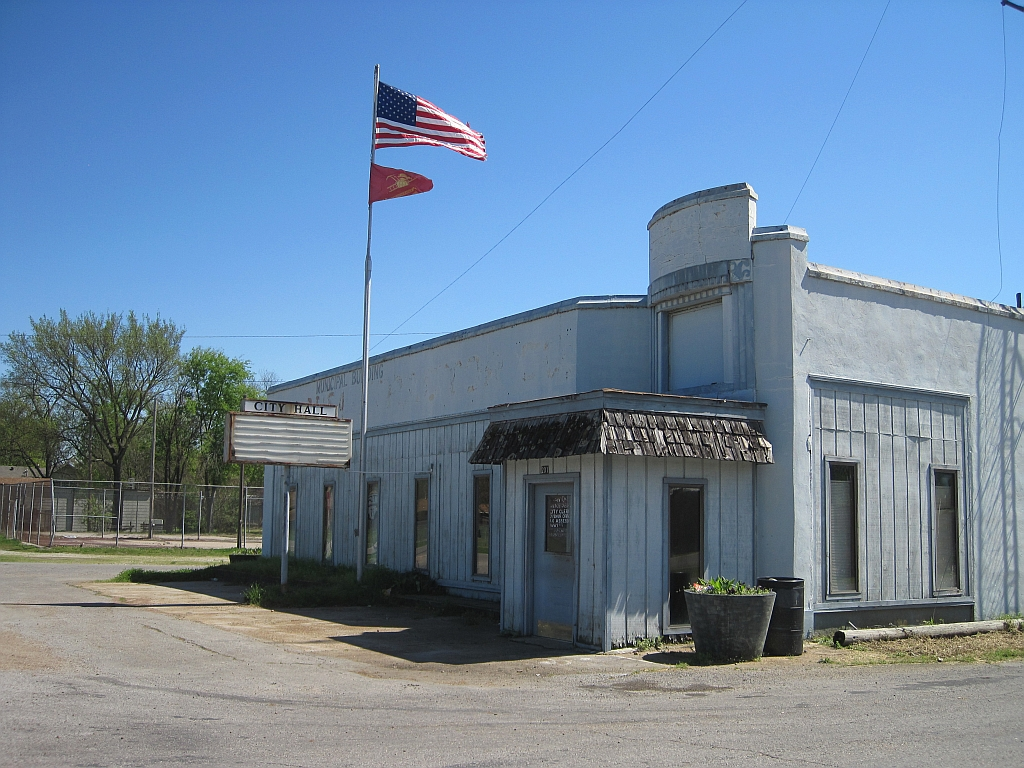
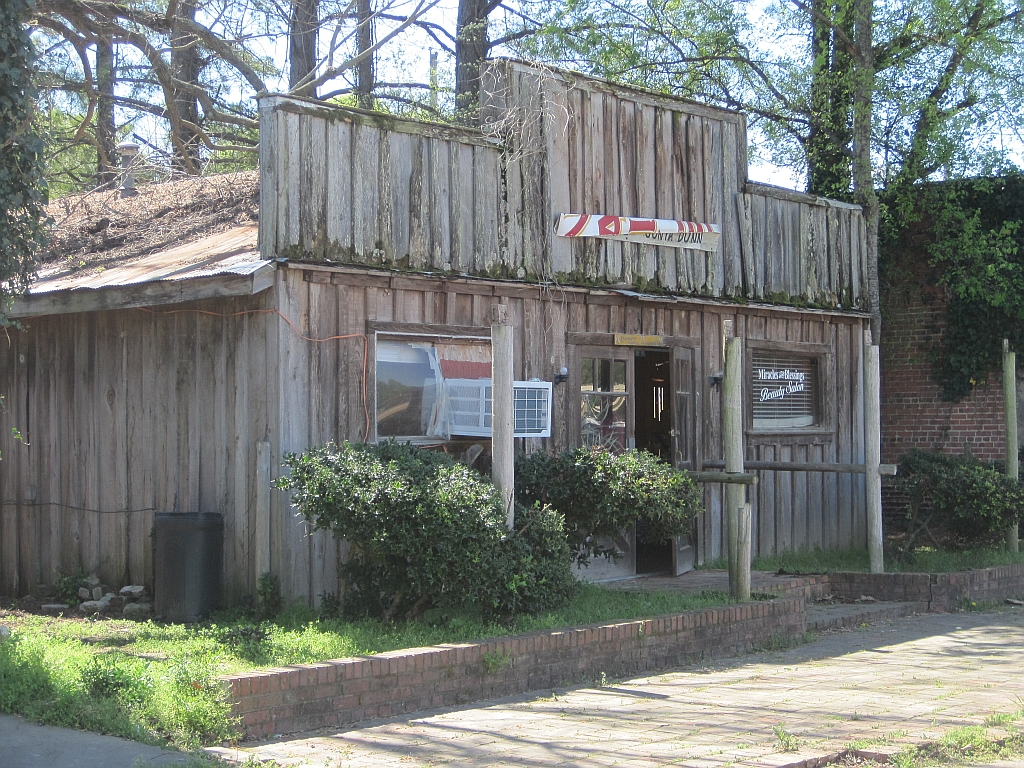
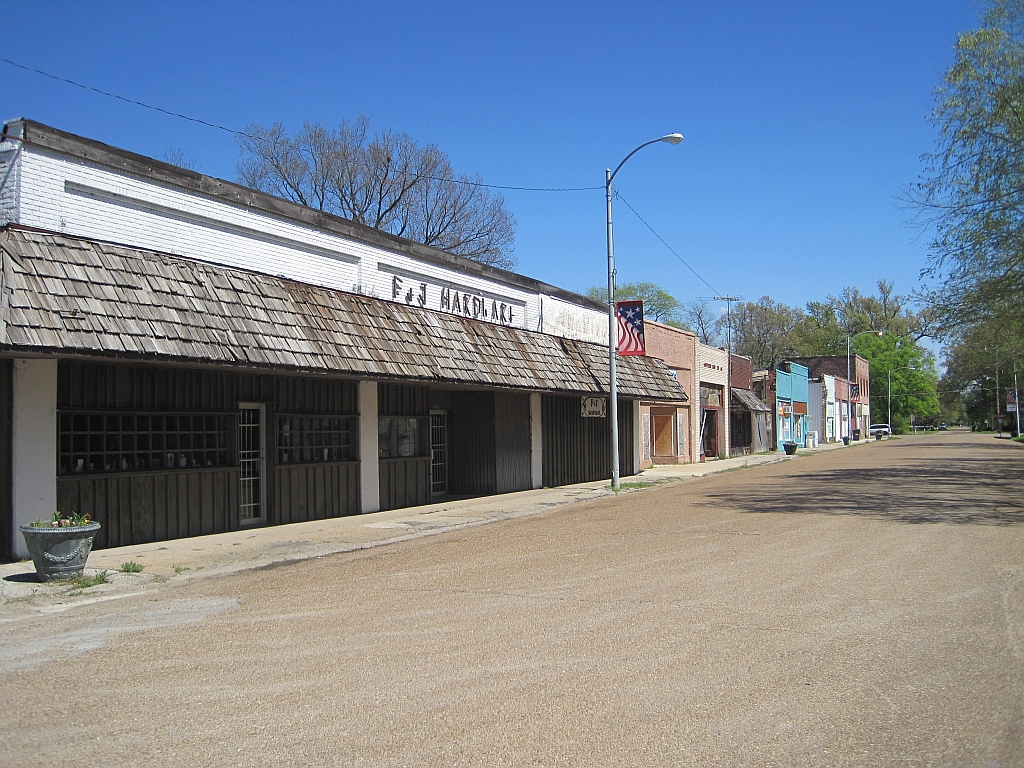
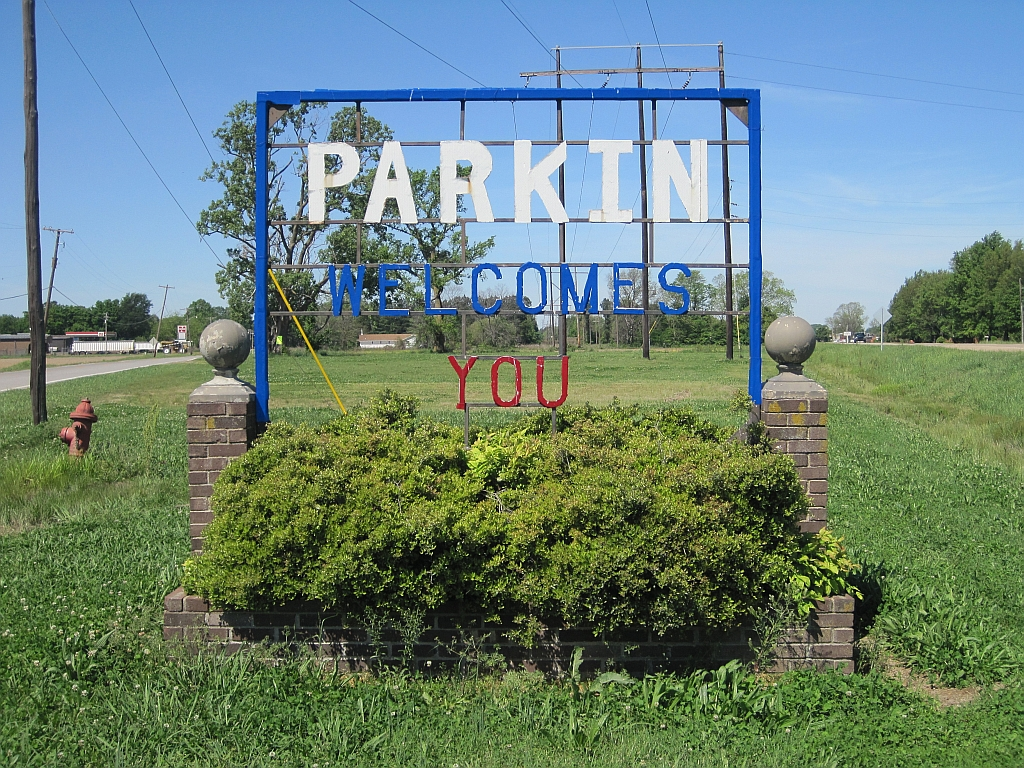